# Xã Sublette, Quận Lee, Illinois
Xã Sublette (tiếng Anh: Sublette Township) là một xã thuộc quận Lee, tiểu bang Illinois, Hoa Kỳ. Năm 2010, dân số của xã này là 776 người.